# 何鉄手
何鉄手（か てつしゅ、拼音: Hé Tiĕshŏu）は、金庸の武俠小説『碧血剣』『鹿鼎記』に登場する架空の人物。右手は手首から先が欠損しており、鉄の義手をしている。初期は五仙教（五毒教）の教主であり、袁承志を大いに苦しめた。華山派に入門後は、名前を何惕守（か てきしゅ、拼音: Hé Tìshŏu）と穏当なものに改める。

## 概略
『碧血剣』に登場した時点（1644年）で20歳過ぎという若さながらも五仙教の教主。すばらしい美貌の持ち主で、雲南のイ族であり、漢民族ではない。服装は、靴を履いておらず素足で、両腕と足に金の輪をしており、動くたびに美しい音が鳴るという変わったもの。隻腕となってしまった理由は作中で明らかにされていないが、毒蛇に右手を噛まれた際に切り落としたと匂わせる描写がある。
なお、『碧血剣』から20年以上たった康熙年間を舞台とする『鹿鼎記』にも登場。年齢不詳の美しさを維持しており、韋小宝は何鉄手のことを「おばさま」と呼ぶべきか「お姉さま」と呼ぶべきかで迷う描写が見られる。
かなり突飛な性格をしており、相手の性別を問わず媚びたような、非常に色っぽい喋り方をする。また、殺人に対して抵抗を感じる様子もない。華山派に入門して以後のことであるが、無益な殺生をしようとしていた華山派の孫仲君に対し「私も華山派に入門する前は無益な殺生が大好きでしたわ。でも、華山派の規律どうなのかしら」という趣旨の発言をしている。
その性格は華山派入門後も改まらなかったようで、『鹿鼎記』において、「毒を使っても、不意打ちを使っても勝てばいいのさ」と名門正派に属する人間とは思えない発言をしており、このことがきっかけで韋小宝とは意気投合している。なお、華山派に入門する際も師匠となるべき袁承志の弱みを握り、脅迫するというまともではない手段に出ており、袁承志はこれに若干の恐れを感じていた。
半面で心優しいところもあり、やはり隻腕となってしまった阿九を妹のように庇護していた。のち、『鹿鼎記』においても文字の獄で清を批判したため殺された男の未亡人や娘たちを大量に保護していた。また、どう見ても男装の美少女としか見えない夏青青を男性と誤信し、あげく失恋してしまうなどという大失敗も経験している。

## 五仙教
雲南で活動する邪教。何鉄手は先代教主である父の後を継ぐ形で教主となった。五仙教は毒の扱いに長けており、正攻法以外には弱い袁承志らは大いに苦戦を強いられた。教徒以外からは「五毒教」と呼ばれ恐れられている。袁承志によれば五仙教のその他のメンバーの戦闘能力はさほど高いわけでなく、教主である何鉄手のみが突出して強いとのこと。
なお、五仙教は『秘曲 笑傲江湖』にも登場している。そのときの教主はやはり異民族の女性で、苗族の藍鳳凰。やはり魔教とおそれられる日月神教と親交があり、所属としては邪派に属する。時期的に言えば『笑傲江湖』は明代の物語なので、何鉄手らは藍鳳凰らの後輩ということになる。

## 武功
武芸についても卓越した腕前であり、華山で修行を完成させた袁承志を苦戦させた数少ない人物。隻腕のハンデをほとんど感じさせることはなく、毒を塗った鉄の義手、鞭、剣などを武器に戦った。実際には武芸よりむしろ、毒の使用や悪知恵によって袁承志より優勢に立っていた。
また、五仙教時代は習慣的に毒物を摂取していたため、毒への耐性は常人を上回る。しかし、中毒してしまえば常人に対する治療では簡単に回復しないという弱点もあった。

## テイラン
オンラインゲーム『ストリートファイター オンライン マウスジェネレーション』（SFO）（ダレット、2008）に彼女をモデルとしたテイラン（Teiran）という人物が登場する。
こちらのテイランはうるわしの美少女という設定になっており、右手が欠損しておらず、左手に鉄爪のついた手甲をはめている。
海洋堂より「ストリートファイターオンラインリボルテック」シリーズとしてフィギュアが販売されている。